# Igor Bezdenejnykh
Igor Igorevitch Bezdenejnykh (en russe : Игорь Игоревич Безденежных) est un footballeur russe né le 8 août 1996 à Oufa. Il évolue au poste de milieu de terrain au Kouban Krasnodar.

## Carrière

### En équipe nationale
Bezdenejnykh participe au championnat d'Europe des moins de 19 ans 2015 avec la sélection russe. Lors de cette compétition, il joue quatre matchs. Il inscrit un but contre l'Allemagne lors du premier tour. La Russie atteint la finale du tournoi, en étant battue par l'Espagne. 

## Statistiques
| Saison                | Club                             | Championnat           | Championnat | Championnat | Coupe(s) nationale(s) | Coupe(s) nationale(s) | Total | Total |
| Saison                | Club                             | Division              | M.          | B.          | M.                    | B.                    | M.    | B.    |
| 2014-2015             | FK Oufa                          | D1                    | 1           | 0           | -                     | -                     | 1     | 0     |
| 2015-2016             | FK Oufa                          | D1                    | 5           | 0           | 1                     | 0                     | 6     | 0     |
| 2016-2017             | FK Oufa                          | D1                    | 20          | 0           | 1                     | 0                     | 21    | 0     |
| 2017-2018             | FK Oufa                          | D1                    | 3           | 0           | -                     | -                     | 3     | 0     |
| 2018-2019             | FK Oufa                          | D1                    | 6           | 0           | -                     | -                     | 6     | 0     |
| 2019-2020             | FK Oufa                          | D1                    | 2           | 0           | -                     | -                     | 2     | 0     |
| 2020-2021             | FK Oufa                          | D1                    | 8           | 0           | 1                     | 0                     | 9     | 0     |
| Sous-total            | Sous-total                       | Sous-total            | 45          | 0           | 3                     | 0                     | 48    | 0     |
| 2017-2018             | Olimpiets Nijni Novgorod (prêt)  | D2                    | 1           | 0           | -                     | -                     | 1     | 0     |
| 2019-2020             | Tchaïka Pestchanokopskoïe (prêt) | D2                    | 22          | 5           | -                     | -                     | 22    | 5     |
| 2020-2021             | Tchaïka Pestchanokopskoïe (prêt) | D2                    | 18          | 0           | -                     | -                     | 18    | 0     |
| 2021-2022             | Kouban Krasnodar                 | D2                    | 1           | 0           | -                     | -                     | 1     | 0     |
| Sous-total            | Sous-total                       | Sous-total            | 41          | 5           | -                     | -                     | 41    | 5     |
| Total sur la carrière | Total sur la carrière            | Total sur la carrière | 86          | 5           | 3                     | 0                     | 89    | 5     |

## Palmarès
Il est finaliste du championnat d'Europe des moins de 19 ans en 2015 avec l'équipe de Russie des moins de 19 ans.